# Arangoiti

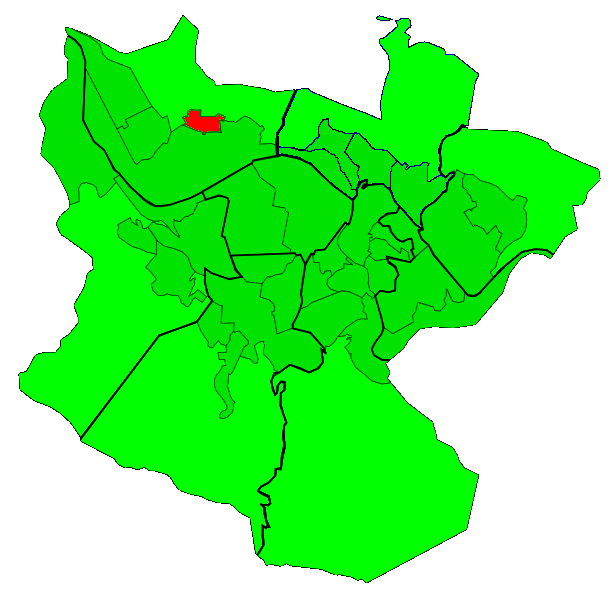
Ubicació d'Aragoiti

Arangoiti és un barri del districte de Bilbao de Deusto, el més petit i menys poblat, amb 4.621 habitants i 0,13 km². Això el fa també el barri amb major densitat de població, amb 35.546 h/km². Se situa en la faldilla de la muntanya Banderas (223 m) i limita únicament amb el barri de Deustuko San Pedro, amb la que es comunica mitjançant accessos per als vianants i un ascensor que ha estat rehabilitat a mitjan 2007. En els darrers anys s'hi han establit molts immigrants.
Des de 1959 es troba al barri la seu de l'Escola de Magisteri de la Universitat del País Basc, edifici que serà enderrocat en traslladar-se aquesta al campus de Leioa. En el solar es construiran habitatges.